# Теоретичний мінімум (Сасскінд)
Теоретичний мінімум (англ. The Theoretical Minimum) — серія книг з теоретичної фізики, створена під керівництвом Леонарда Сасскінда. Перша книга серії «Теоретичний мінімум: що вам потрібно знати, щоб почати займатися фізикою» Леонарда Сасскінда та Джорджа Грабовського була опублікована 2013 року видавництвом Basic Books, а в 2014 перевидана під назвою «Класична механіка: Теоретичний мінімум» та продовжена книгами, присвяченими іншим розділам фізики. Станом на початок 2023 року серія включає чотири книги з шести запланованих основних курсів, присвячених класичній механіці, квантовій механіці, спеціальній теорії відносності та класичній теорії поля, загальній теорії відносності, космології та статистичній механіці.
Книги доповнює серія відеолекцій Сасскінда, прочитаних у Стенфордському університеті й доступних на YouTube. Крім основних курсів, відеолекції також охоплюють просунуту квантову механіку, бозон Хіггса, квантову заплутаність, теорію струн і чорні діри. Повний відеокурс містить понад 100 лекцій і приблизно 200 годин вмісту, причому деякі з лекцій отримали понад мільйон переглядів на YouTube.

## Перша книга «Що вам потрібно знати»
Книга є математичним вступом до різних концепцій теоретичної фізики, таких як принцип найменшої дії, механіка Лагранжа, механіка Гамільтона, дужки Пуассона та електромагнетизм. Книга базується на курсах для безперервного навчання, які Леонард Сасскінд викладає в Стенфордському університеті.

## Повний цикл лекцій

### Основний курс 1: Класична механіка
Книга, видана в 2014 році Penguin Books під назвою «Класична механіка: Теоретичний мінімум» (ISBN 978-0141976228), доповнюється відеозаписами лекцій, доступними онлайн. Існує також додатковий веб-сайт для книги.

### Основний курс 2: Квантова механіка
Другу книгу серії Леонарда Сасскінда та Арта Фрідмана було опубліковано у 2014 році видавництвом Basic Books під назвою «Квантова механіка: Теоретичний мінімум» (ISBN 978-0465062904). Відеозаписи повних лекцій доступні онлайн.

### Основний курс 3: Спеціальна теорія відносності та класична теорія поля
Третя книга серії Леонарда Сасскінда та Арта Фрідмана вийшла друком у 2017 році. Вона присвячена спеціальній теорії відносності та класичній теорії поля.

### Основний курс 4: Загальна теорія відносності
Четверта книга серії Леонарда Сасскінда та Андре Кабаннес була опублікована в січні 2023 року. Вона стосується загальної теорії відносності.

### Основні курси 5-6
Лекції зі ще двох предметів, — космології та статистичної механіки, — доступні в інтернеті у вигляді відеозаписів або в письмових нотатках 

### Додаткові курси
У серії «Теоретичного мінімуму» Сасскінд також прочитав ряд додаткових лекційних курсів:
- Просунута квантова механіка
- Бозон Хіггса
- Квантова заплутаність
- Теорія відносності
- Фізика елементарних частинок 1: Основні поняття
- Фізика елементарних частинок 2: Стандартна модель
- Фізика елементарних частинок 3: Суперсиметрія та велике об'єднання
- Теорія струн
- Космологія і чорні діри

Відеозаписи цих лекцій також доступні в інтернеті.